# Az Egyesült Királyság a Junior Eurovíziós Dalfesztiválokon
Az Egyesült Királyság öt alkalommal vett részt a Junior Eurovíziós Dalfesztiválon.
A brit műsorsugárzó 2003 és 2005 között az ITV volt, amely 1959 óta tagja az Európai Műsorsugárzók Uniójának, és 2003-ban csatlakozott a versenyhez. 2022-től a BBC vette át a műsorsugárzói szerepet.

## Története

### Évről évre
Az Egyesült Királyság egyike annak a tizenhat országnak, melyek részt vettek a legelső, 2003-as Junior Eurovíziós Dalfesztiválon. Első részvételük sikeresnek mondható, mivel a harmadik helyen végeztek. A következő évben érték el eddigi legjobb helyezésüket, ami a második hely, majd 2005-ben a tizennegyedik helyen végeztek, ami eddig a legrosszabb eredményük. A brit műsorsugárzó 2006-ban visszalépett a versenytől, és mindmáig nem tért vissza.
2008-ban egy másik műsorsugárzó, a walesi Sianel 4 Cymru is érdeklődését fejezte ki a verseny iránt, de végül nem indítottak versenyzőt. Önálló indulóként 2018-ban csatlakozott a versenyhez, miután az előző évben szerepeltek a Eurovíziós Kórusversenyen. Az országrész a következő évben még részt vett, de 2020-ban Covid19-pandémia miatt visszalépett a versenytől és azóta nem szerepelt.
A 2021-es dalfesztivál december 17-i sajtótájékoztatóján Martin Österdahl, a dalfesztivál igazgatója azt nyilatkozta, hogy az EBU-nak az a célja, hogy az Eurovíziós Dalfesztiválon szereplő Öt Nagy ország a gyermekek versenyén is szerepeljen. Hozzátette, van arra esély, hogy a BBC csatlakozzon a versenyhez. 2022. január 11-én egy eurovíziós híroldalon jelent meg, hogy a BBC 2023-ban, az első verseny huszadik évfordulóján, tervez indulni. Augusztus 25-én a BBC bejelentette indul a 2022-es jereváni versenyen. A szigetországot Freya Skye képviselte, aki az zsűrinél ötödik helyen végzett, míg az online szavazást megnyerte, így összesítésben az ötödik helyen végzett. A következő évben a Stand Uniqu3 lánybanda egy hellyel jobb eredményt ért el, negyedikek lettek. 2024-ben a BBC bejelentette, hogy két év után nem küldenek újabb indulót a versenyre.

### Nyelvhasználat
Az Egyesült Királyság öt versenydala teljes egészében angol nyelvű volt.

## Résztvevők
| Év   | Előadó        | Dal                     | Magyar fordítás        | Helyezés | Pontszám |
| ---- | ------------- | ----------------------- | ---------------------- | -------- | -------- |
| 2003 | Tom Morley    | My Song for the World   | Dalom a világnak       | 3.       | 118      |
| 2004 | Cory Spedding | The Best Is Yet to Come | A legjobb még hátravan | 2.       | 140      |
| 2005 | Joni Fuller   | How Does It Feel?       | Milyen érzés?          | 14.      | 28       |
|      |               |                         |                        |          |          |
| 2022 | Freya Skye    | Lose My Head            | Megőrülök              | 5.       | 146      |
| 2023 | Stand Uniqu3  | Back To Life            | Vissza az életbe       | 4.       | 160      |
|      |               |                         |                        |          |          |

## Szavazástörténet

### 2003–2023
| Hely | Ország           | Pont |
| ---- | ---------------- | ---- |
| 1.   | Spanyolország    | 51   |
| 2.   | Hollandia        | 21   |
| 3.   | Örményország     | 20   |
| 3.   | Horvátország     | 20   |
| 5.   | Franciaország    | 18   |
| 6.   | Málta            | 18   |
| 7.   | Görögország      | 18   |
| 8.   | Fehéroroszország | 15   |
| 9.   | Dánia            | 15   |
| 10.  | Ciprus           | 11   |

| Hely | Ország           | Pont |
| ---- | ---------------- | ---- |
| 1.   | Málta            | 38   |
| 2.   | Hollandia        | 34   |
| 3.   | Spanyolország    | 34   |
| 4.   | Lengyelország    | 28   |
| 5.   | Dánia            | 25   |
| 6.   | Ukrajna          | 24   |
| 7.   | Fehéroroszország | 24   |
| 8.   | Románia          | 20   |
| 9.   | Lettország       | 19   |
| 10.  | Albánia          | 18   |

Az Egyesült Királyság még sosem adott pontot a következő országoknak: Kazahsztán, Olaszország, Svájc, Svédország és Szerbia és Montenegró
Az Egyesült Királyság még sosem kapott pontot a következő országoktól: Szerbia és Szerbia és Montenegró

## Rendezések
Az Eurovíziós Dalfesztivállal ellenben itt nem az előző évi győztes rendez, hanem pályázni kell a rendezés jogára. Az Egyesült Királyság eddig egyszer sem rendezte a Junior Eurovíziós Dalfesztivált.
Az EBU 2003 májusában bejelentette, hogy a következő évben az Egyesült Királyságban rendezik meg a dalversenyt. Nem sokkal a koppenhágai verseny után kiderült, hogy a szigetországon belül Manchesterben fogják megrendezni a második kiadást. 2004 májusában az ITV pénzügyi és szervezési problémák miatt elállt a rendezéstől. Ezután az előző év győztese, Horvátország kapta meg a rendezés jogát, de a helyszín már foglalt volt a gyermek verseny tervezett időpontjára. Végül öt hónappal a verseny kezdete előtt az NRK felajánlotta, hogy megrendezi a versenyt.

## Háttér
| Év        | Rendező     | Kommentátor                                      | Rádiós kommentátor                                             | Pontbejelentő                                    |
| --------- | ----------- | ------------------------------------------------ | -------------------------------------------------------------- | ------------------------------------------------ |
| 2003      | Koppenhága  | Mark Durden-Smith és Tara Palmer-Tomkinson       | Nem volt                                                       | Sasha Stevens                                    |
| 2004      | Lillehammer | Matt Brown                                       | Nem volt                                                       | Charlie Allan                                    |
| 2005      | Hasselt     | Michael Underwood                                | Nem volt                                                       | Vicky Gordon                                     |
| 2006–2012 | 2006–2012   | Nem vettek részt és nem közvetítették a versenyt | Nem vettek részt és nem közvetítették a versenyt               | Nem vettek részt és nem közvetítették a versenyt |
| 2013      | Kijev       | Nem volt                                         | Ewan Spence és Luke Fisher                                     | Nem vettek részt                                 |
| 2014      | Marsa       | Nem volt                                         | Ewan Spence                                                    | Nem vettek részt                                 |
| 2015      | Szófia      | Nem volt                                         | Ewan Spence Lisa-Jayne Lewis, Sharleen Wright és Ben Robertson | Nem vettek részt                                 |
| 2016      | Valletta    | Nem volt                                         | Ewan Spence és Lisa-Jayne Lewis                                | Nem vettek részt                                 |
| 2017      | Tbiliszi    | Nem volt                                         | Ewan Spence Sharleen Wright és Ben Robertson                   | Nem vettek részt                                 |
| 2018      | Minszk      | Nem volt                                         | Ewan Spence                                                    | Nem vettek részt                                 |
| 2019      | Gliwice     | Nem volt                                         | Ewan Spence és Ellie Chalkley                                  | Nem vettek részt                                 |
| 2020      | Varsó       | Nem volt                                         | Ewan Spence                                                    | Nem vettek részt                                 |
| 2021      | Párizs      | Nem vettek részt és nem közvetítették a versenyt | Nem vettek részt és nem közvetítették a versenyt               | Nem vettek részt és nem közvetítették a versenyt |
| 2022      | Jereván     | Lauren Layfield és Hrvy                          | Nem volt                                                       | Tabitha                                          |
| 2023      | Nizza       | Lauren Layfield és Hrvy                          | Nem volt                                                       | Charlie Poissenot                                |
| 2024      | Madrid      | Nem vettek részt és nem közvetítették a versenyt |                                                                |                                                  |

## Galéria

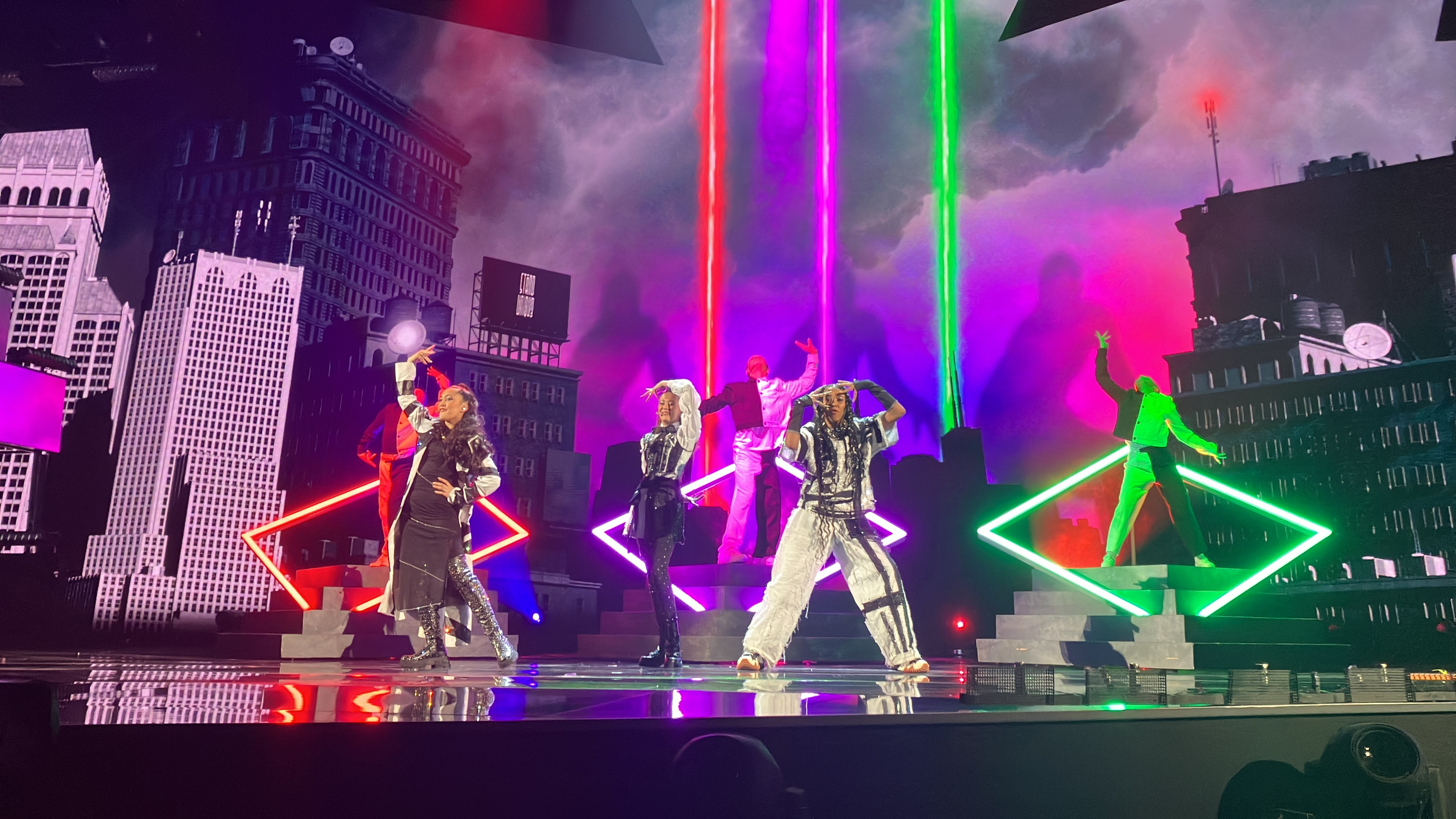
A Stand Uniqu3 Nizzában (2023)

## Lásd még
- Az Egyesült Királyság az Eurovíziós Dalfesztiválokon
- Wales a Junior Eurovíziós Dalfesztiválokon